# Dollbergen
Dollbergen (niederdeutsch Dollbarge[n]) ist eine Ortschaft der Gemeinde Uetze in der niedersächsischen Region Hannover.

## Geografie
Dollbergen liegt etwa 30 km östlich von Hannover an der Fuhse.

## Geschichte
Dollbergen wurde zum ersten Mal 1226 als „Dolberge“ urkundlich erwähnt. Doll- war wohl ein altertümliches Wort für „Hügel“, dem später -berg angehängt wurde.
Im Jahre 1549 belehnten Erzbischof Adolf zu Köln und Graf Otto zu Hildesheim Rudolf von Garßenbüttel mit „dem ganzen Dorff Dollberge“. Die erste Schule im Dorf wurde 1613 gebaut. 1625, während des Dreißigjährigen Krieges, plünderten dänische Soldaten Dollbergen. Die Weihe der Kapelle erfolgte 1783.
Um 1800 begann der Kartoffelanbau in Dollbergen. Im Jahr 1815 kämpften Hans Heinrich Klusmann, Johann Henning Kobbe, Jürgen Heinrich Eberhagen und Johann Heinrich Scheppelmann in der 3. Kompanie des Landwehrbataillons Gifhorn, als Teil der 5. hannoverschen Brigade unter dem Kommando von Oberstleutnant E. von Vincke im Verband der 5th Infantry Division mit ihrem legendären Kommandeur, dem General Sir Thomas Picton in der Schlacht bei Waterloo gegen die Truppen Napoleons.
Im Jahre 1818 wurde der erste Bürgermeister des Ortes gewählt. 1871 erhielt Dollbergen mit Eröffnung der Eisenbahnlinie Lehrte–Stendal einen Bahnanschluss. Die erste Poststelle wurde 1894 im Gasthaus Frehe eröffnet. Die Freiwillige Feuerwehr Dollbergen und der erste Sportverein TSV Dollbergen 09 wurden 1909 gegründet.
Bei den Reichstagswahlen 1911 war in Dollbergen kein Isolierraum vorhanden, wogegen dortige Bürger Protest einlegten. „Die Behauptung ist für erheblich erachtet und beschlossen, den Wahlvorstand informatorisch sowie den Hofbesitzer Brandes Nr. 30, den Tischlermeister Ad. Kobbe und Schneidermeister August Schulze zu Dollbergen eidlich darüber zu vernehmen“ (Verhandlungen des Reichstags, Berlin 1911, S. 2048.)
Im Jahre 1918 wurde Dollbergen an die elektrische Stromversorgung angeschlossen. Eine Windmühle wurde 1921 errichtet.
Bereits 1909 hatte die Kartoffeltrocknungs-Genossenschaft Bahnhof Dollbergen den ersten industriellen Betrieb im Dorf errichtet und den Wandel vom Bauerndorf zur Industriegemeinde eingeleitet. Die Anlagen wurden 1913 in eine Benzol- und Ammoniakfabrik unter dem Namen „Chemische Fabrik Dollbergen“ umgewandelt. In den Jahren 1918 und 1919 entstand an dem Standort die erste Erdölraffinerie, die 1920 den Betrieb aufnahm. Die „Ölraffinerie und chemische Fabrik Dollbergen“ wurde später in Erdölwerke Dollbergen umbenannt und 1925 durch die Hugo-Stinnes-Riebeck Oel-Handels-Gesellschaft mbH in Berlin, ein Jahr später durch die Deutsche Gasolin AG übernommen. Gegen Ende des Zweiten Weltkriegs waren in der Dollberger Industrie zwischen 600 und 700 Personen beschäftigt.
In der Nacht vom 17/18. Juni 1940 erfolgte ein Bombenangriff der Royal Air Force, im August 1944 und im Januar 45 erfolgten zwei weitere schwere Bombenangriffe der 8. US-Luftflotte auf die Gasolin. Bei dem Bombenangriff vom 5. August 1944 kamen zwölf Menschen ums Leben, darunter drei niederländische Zwangsarbeiter. Ein Jagdbomber-Angriff setzte kurz vor Kriegsende mehrere Großtanks in Brand.
Die geheimen Tagesberichte der Wehrmachtführung sprechen deutliche Worte und zeigen die unüberschaubaren Probleme in Dollbergen auf. Nahezu gleich lautend die Bilanz der Royal Air Force. Da verlautet in der „Luftlage Reich“ – Enemy aircrafts in the night 17./18. June 1940 from west and north:
Bombs on RüInVI:
(…) Dollbergen: German Gasoline A. G., 23 tanks are burning, Firefighters make good progress; The boilser-building, machine-house with power supply, foreign power installation damaged; Several parts of the area are burning. The factory is stopped. No more details because all communication lines in the area Dollbergen are dead;
Later reported: Out of 23 tanks 18 with 25000 t destroyed, 35000 t were in stock. Destillation- and Oil-production destroyed, machine-building not damaged, Factory will start production on the 19. June again.
Durch die Industrieansiedlung stieg die Einwohnerzahl nach dem Zweiten Weltkrieg innerhalb von rund 20 Jahren von 900 (1944) auf 1640 (1963). Die erste Neubausiedlung wurde 1948 an der Wilhelm-Busch-Straße errichtet. Das Dorf erhielt 1954 ein Gemeindewappen. Im Jahr 1956 wurden das Gemeindebüro, das Feuerwehrhaus und der Sportplatz errichtet. Der Anschluss an die zentrale Trinkwasserversorgung erfolgte 1958.
Im Jahr 1963 führte der Gemeinderat Straßennamen ein. Das Gasolinwerk, nach der Kriegszerstörung zunächst wieder aufgebaut und eines der ersten wieder funktionierenden Mineralölwerke in Deutschland, wurde 1955 weitgehend und 1969 vollständig stillgelegt. Die Kartoffelvertriebe Dolka und Groka wurden 1971 gegründet. Die Gründung einer eigenen evangelischen Kirchengemeinde mit Sitz des Pfarramtes in Dollbergen erfolgte 1974. 1979 wurde der Glockenturm der Kapelle gerichtet. Seit vielen Jahren nisten Störche auf dem Dachreiter der Kirche. Die Umgehungsstraße wurde 1998 gebaut. 2001 wurde die Tankstelle geschlossen und die Löwenzahnschule zur reinen Grundschule umgewidmet. Im Jahr 2003 fand die 777-Jahr-Feier statt. Die Schleusenanlage über der Fuhse wurde abgebaut.

### Eingemeindungen
Im Zuge der Gebietsreform in Niedersachsen, die am 1. März 1974 stattfand, wurde die zuvor selbständige Gemeinde Dollbergen in die Gemeinde Uetze eingegliedert.

### Einwohnerentwicklung
- 1685: 0254 Einwohner
- 1858: 0367 Einwohner
- 1900: 0571 Einwohner
- 1939: 0994 Einwohner
- 1947: 1667 Einwohner
- 1961: 1559 Einwohner[11]
- 1970: 1857 Einwohner[11]
- 1977: 2005 Einwohner
- 2012: 2356 Einwohner (am 1. November)
- 2013: 2351 Einwohner[12]
- 2014: 2318 Einwohner[13]
- 2016: 2370 Einwohner[1]
- 2017: 2346 Einwohner[1]
- 2023: 2378 Einwohner[14]

## Politik

### Ortsrat
Der Ortsrat von Dollbergen setzt sich aus acht Ratsmitgliedern zusammen.
- SPD: 4 Sitze
- CDU: 2 Sitze
- Freie Wähler: 1 Sitz
- Bündnis 90/Die Grünen: 1 Sitz

(Stand: Kommunalwahl 12. September 2021)

### Ortsbürgermeister
Der Ortsbürgermeister von Dollbergen heißt Till Schumann (SPD). Stellvertretend sind Tanja Büschenfeld (SPD, 1. Stv.) und Stefan Heuer (Freie Wähler, 2. Stv.).

### Wappen
Der Entwurf des Kommunalwappens von Dollbergen stammt von dem Heraldiker und Wappenmaler Gustav Völker, der zahlreiche Wappen in der Region Hannover erschaffen hat. Das Wappen wurde am 28. Mai 1954 durch den Niedersächsischen Minister des Innern verliehen.
| Wappen von Dollbergen | Blasonierung: „Gespalten, vorn in Grün eine silberne Kartoffelpflanze mit drei goldenen Früchten und silberner Blüte mit goldenen Staubblättern, hinten in Gold drei schwarze Destillationstürme.“                                                                                       |
| Wappen von Dollbergen | Wappenbegründung: Durch das Wappen soll versinnbildlicht werden, dass sowohl Landwirtschaft als auch Industrie der Gemeinde ihr besonderes Gepräge geben, wobei wiederum besonders hervorgehoben wird, dass gerade der Anbau von Frühkartoffeln die Gemeinde weithin bekanntgemacht hat. |

## Kultur und Sehenswürdigkeiten

### Bauwerke
- Der Fachwerkbau der Erlöser-Kirche wurde im Jahre 1783 geweiht, nachdem sie als Ersatz für den durch Brand zerstörten Vorgängerbau errichtet wurde. Die heutige Kirche war damals eine Kapelle der Kirchengemeinde Sievershausen. Es wird behauptet, dass Dollbergen den schiefsten Kirchturm Deutschlands besessen habe (siehe Abschnitt Geschichte, 1979). Er krönt das Dach der kleinen Kapelle (Erlöser-Kirche) im Dorfzentrum auf dem Kapellenberg. Auf dem Turm (Dachreiter) der Kirche befindet sich seit vielen Jahrzehnten ein Storchennest, nachdem Weißstörche in Dollbergen seit etwa 200 Jahren nisten. Vor der Kirche steht eine „Storchenahnentafel“ mit der Anzahl des jährlichen Nachwuchses.
- Die Holländerwindmühle an der Bahnhofstraße stammt ursprünglich aus Ohlenrode, wo sie um 1870 errichtet wurde. Im Jahr 1921 wurde sie an den heutigen Standort umgesetzt. Nachdem ein Blitzeinschlag 1951 die Flügel zerstört hatte, wurde die Mühle mit einem Motor weiterbetrieben. Heute ist sie stillgelegt.
- Um in früheren Zeiten den Spott der Bewohner der Nachbardörfer über das Dummen-Dollbergen zu konterkarieren, stellten Einwohner in einem Dollberger Zeughaus Objekte wie ein „Mückenzaumzeug“ und „Katzenhufeisen“ aus, die gegen Eintrittsgeld besichtigt werden konnten.

### Bildergalerie

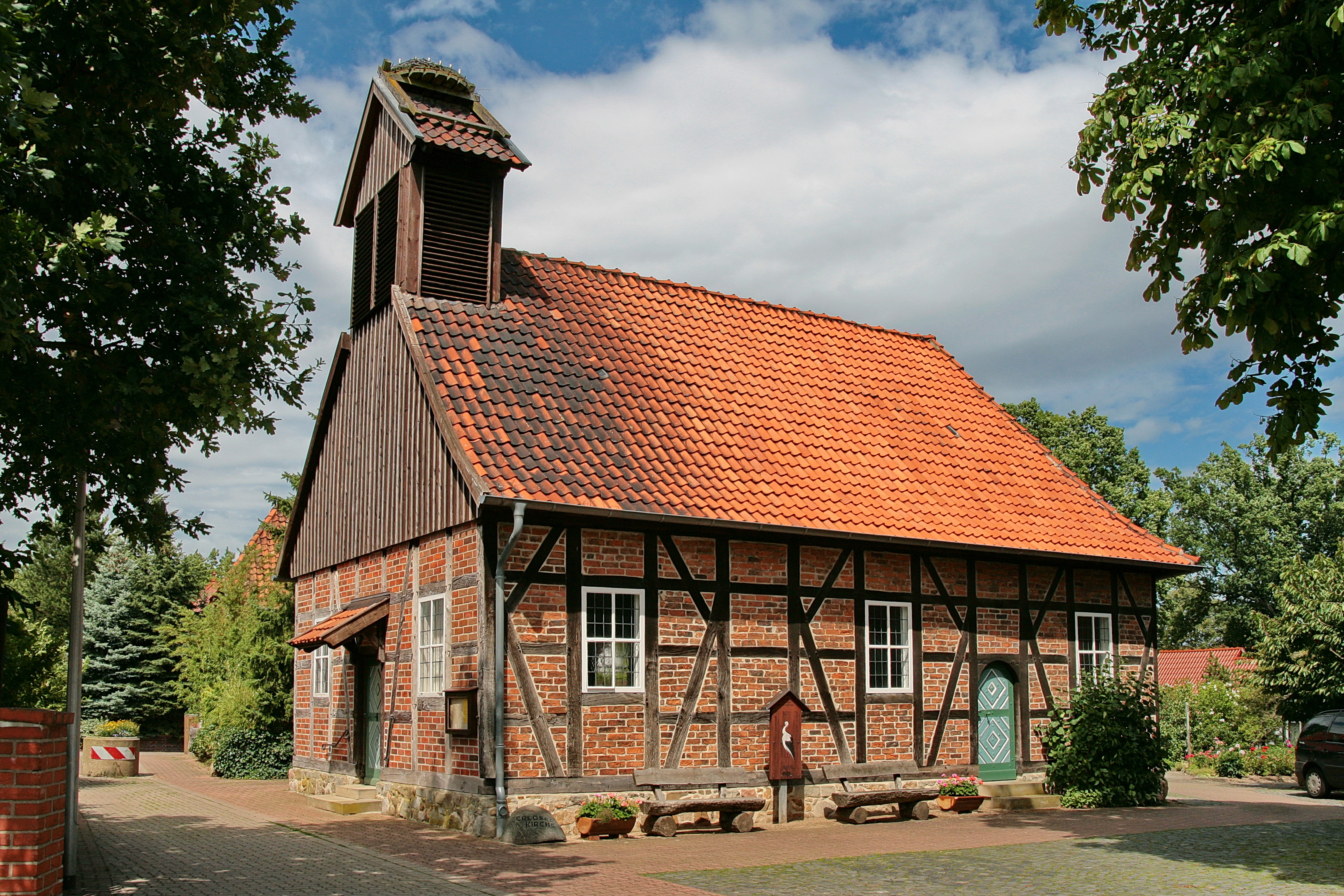
Erlöser-Kirche
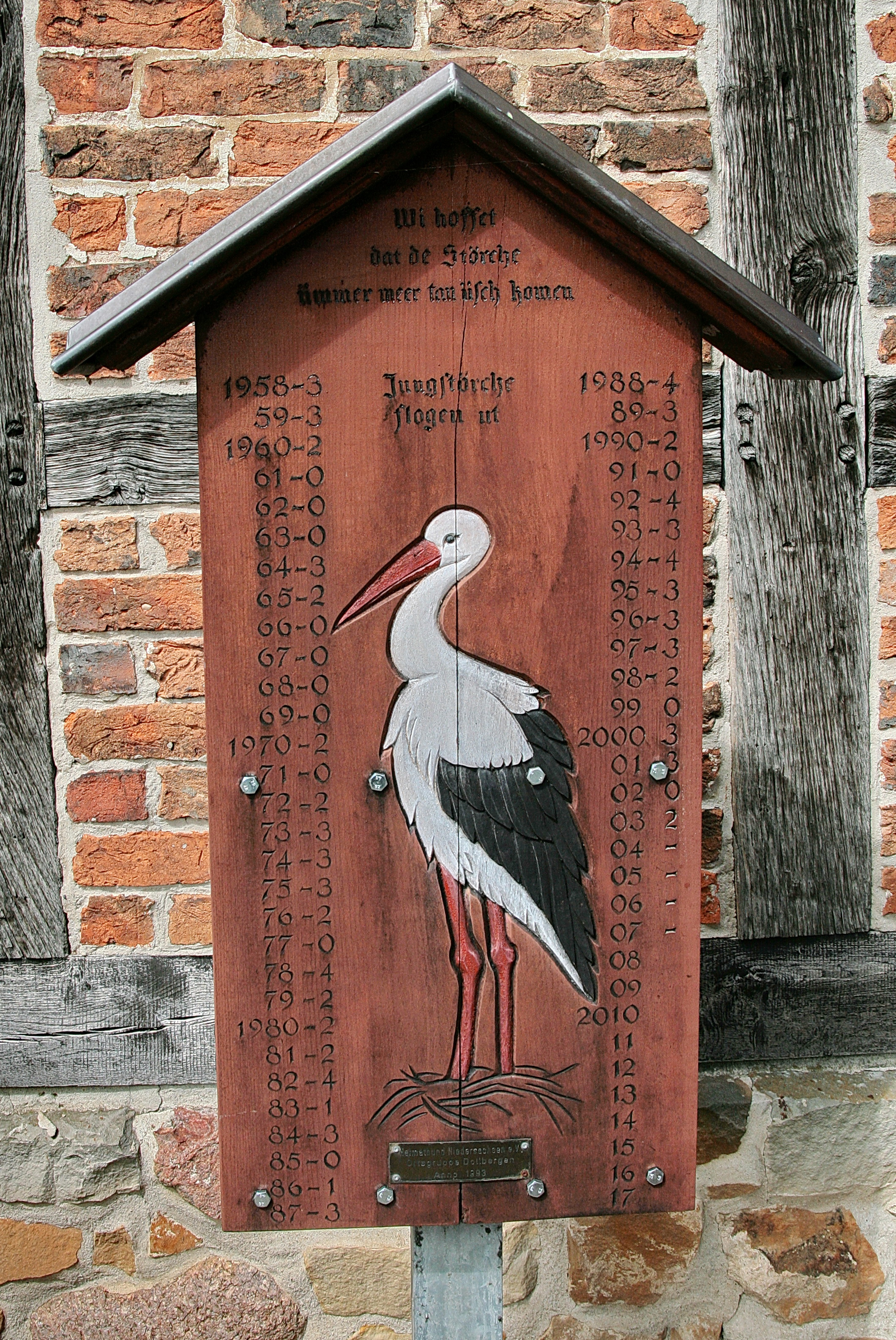
Storchenahnentafel vor der Kirche
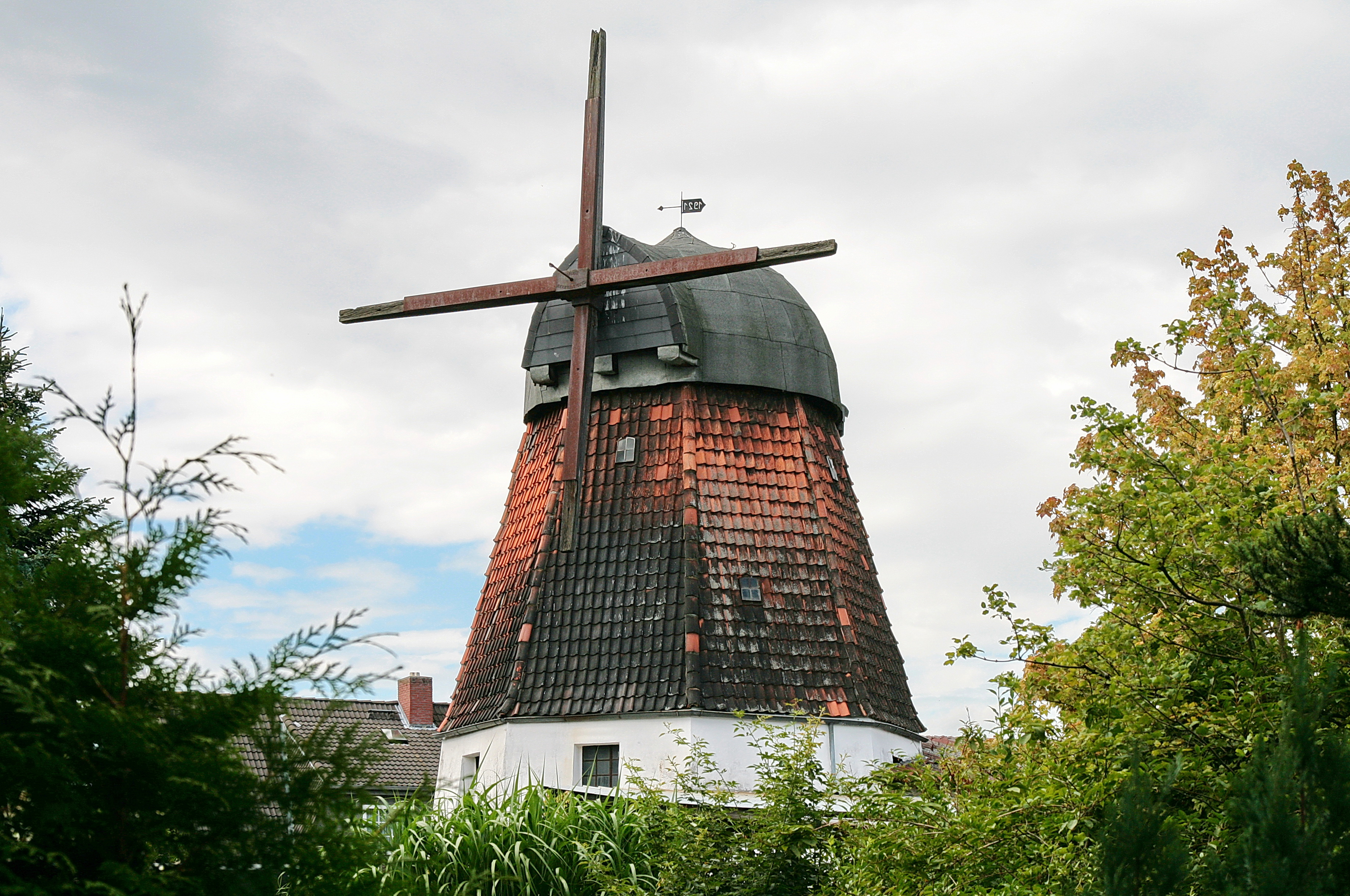
Holländerwindmühle
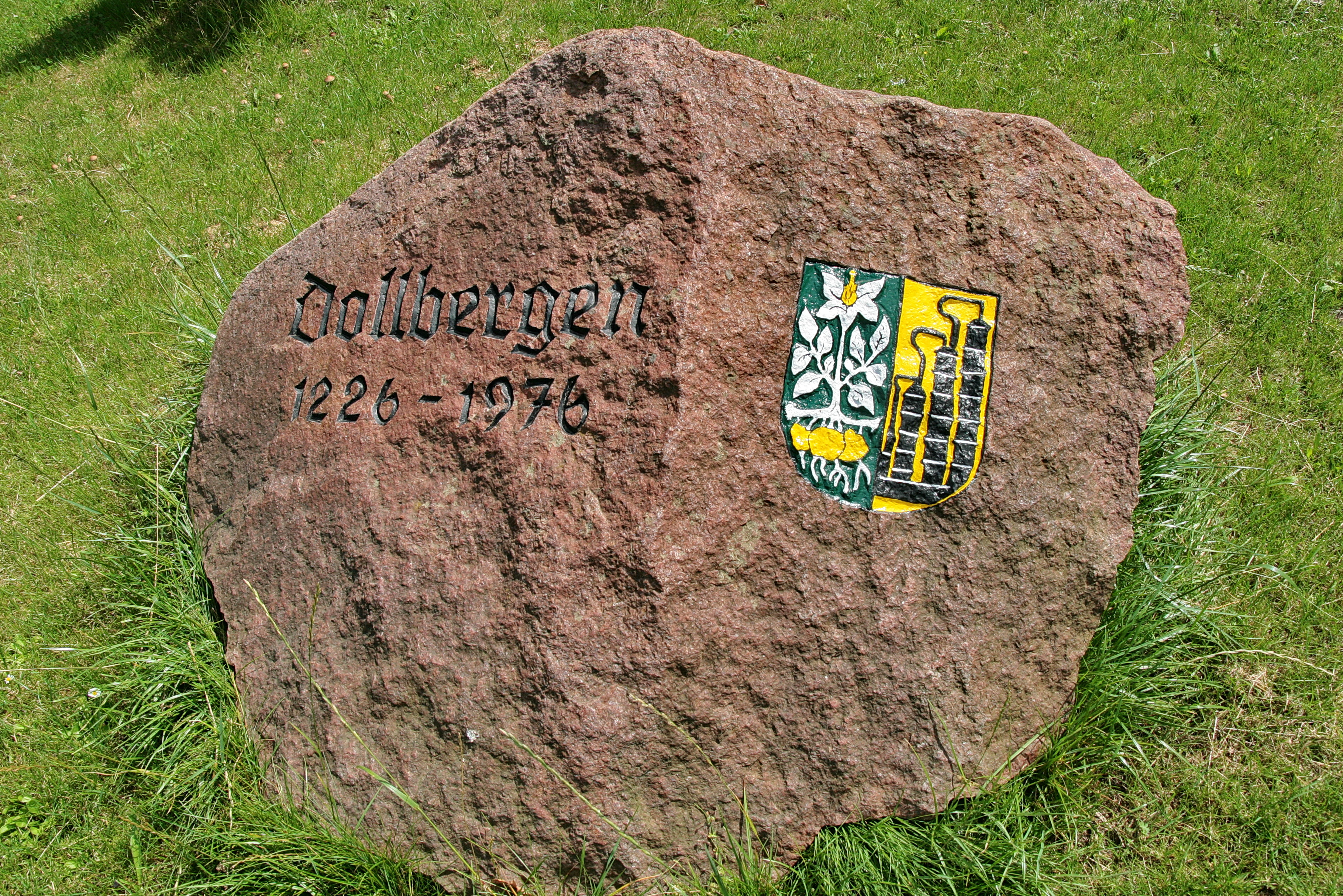
Gedenkstein 750 Jahre Dollbergen

## Wirtschaft und Infrastruktur

### Unternehmen
Größtes Unternehmen ist die Avista Oil (ehemals Mineralöl-Raffinerie Dollbergen). Es betreibt die größte Raffinerie Europas für die Altölaufbereitung.
Es gibt außerdem zwei große Unternehmen, Groka (Groß-Kartoffelvertrieb) und Kartoffel Deyerling, die auf Lagerung und Vertrieb von Kartoffeln spezialisiert sind.
Öldestilliertürme und Kartoffelpflanze symbolisieren die Entwicklung des Ortes vom Bauerndorf zum Industriestandort mit Wohngebieten und sind auf dem Wappen des Dorfes zu finden, das 1954 eingeführt wurde.

### Verkehr
Dollbergen liegt an der Bahnstrecke Berlin–Lehrte. Im Stundentakt verkehren Züge nach Hannover und Wolfsburg. Zwei Buslinien des Großraum-Verkehrs Hannover verbinden Dollbergen mit weiteren Uetzer Ortsteilen und mit dem Kernort, eine davon übernimmt ferner Dollbergens Binnenerschließung. Die A 2 von Hannover nach Berlin verläuft wenige Kilometer südlich, die Anschlussstelle Hämelerwald ist ca. 10 km entfernt und über die L387 zu erreichen.
Freizeit und Sport können in den über 20 Vereinen oder in der Umgebung ausgelebt werden, beim Reiten, Rad fahren, spazieren gehen oder beim Bogenschießen.